# Сментово-Гранічне (гміна)
Гміна Сментово-Гранічне (пол. Gmina Smętowo Graniczne) — сільська гміна у північній Польщі. Належить до Старогардського повіту Поморського воєводства.
Станом на 31 грудня 2011 у гміні проживало 5346 осіб.

## Територія
Згідно з даними за 2007 рік площа гміни становила 86.12 км², у тому числі:
- орні землі: 73.00%
- ліси: 18.00%

Таким чином, площа гміни становить 6.40% площі повіту.

## Населення
Станом на 31 грудня 2011:
| Опис     | Загалом | Загалом | Чоловіки | Чоловіки | Жінки | Жінки |
| -------- | ------- | ------- | -------- | -------- | ----- | ----- |
| одиниця  | осіб    | %       | осіб     | %        | осіб  | %     |
| все      | 5346    | 100     | 2644     | 49.46    | 2702  | 50.54 |
| міське   | 0       | 100     | 0        |          | 0     |       |
| сільське | 5346    | 100     | 2644     | 49.46    | 2702  | 50.54 |

## Сусідні гміни
Гміна Сментово-Гранічне межує з такими гмінами: Гнев, Можещин, Нове, Осек, Скурч.